# 川崎協同病院
川崎協同病院（かわさききょうどうびょういん）は、川崎医療生活協同組合が神奈川県川崎市川崎区に設置する病院。

## 概要
救急告示病院。267床(一般病床106床、地域包括ケア病床106床、回復期リハビリテーション病床40床)を備える。 
公益財団法人日本医療機能評価機構認定病院(病院評価結果は3rdG:Ver.1.1(3回目,2018年7月6日認定,2022年5月27日認定有効期限))。NPO法人卒後臨床研修評価機構(JCEP)認定証発行病院。
全日本民主医療機関連合会（民医連）に加盟している。

## 沿革
(この節の出典)
- 1956年1月4日　前身となる四ッ角診療所開設。川崎区大島町3丁目17番9号に8坪の借家
- 1958年8月　四ッ角診療所鉄筋コンクリート4階建ての基礎で、当面30坪の平屋新築工事完了
- 1961年10月29日　四ッ角診療所120坪、鉄筋コンクリート工事完了（19床、外科開設）
- 1963年7月10日　川崎市勤労者医療生活協同組合創立総会（11月4日法人登記完了）
- 1965年12月10日　四ッ角病院の増築完成
- 1975年10月11日　新病院建設着工、名称は公募で「川崎協同病院」と決定
- 1976年6月7日　川崎協同病院開設（156床）
- 2002年4月19日　｢気管チューブ抜去・薬剤投与患者死亡事件の公表」・記者会見（川崎協同病院事件）
- 2002年6月27日　川崎協同病院医療倫理委員会発足
- 2002年7月31日　｢事件」内部調査委員会・外部評価委員会の最終報告書発表
- 2002年9月　｢事件」内部調査委員会・外部評価委員会の最終報告書、組合員説明会を市内４カ所で開催
- 2002年11月22日　｢事件」外部評価委員会の岩崎栄委員長の講演（総合自治会館・参加者234人）
- 2002年11月30日　川崎協同病院周辺・一斉組合員訪問行動（訪問2,322世帯・延参加者360人）
- 2002年12月4日　元主治医逮捕　川崎協同病院がコメント発表
- 2002年12月21日　第51回臨時総代会（再生プラン案提案、川崎協同病院の一部病棟の療養病棟転換を決定)
- 2003年3月7日　｢終末期医療の指針」を発表
- 2017年3月29日　神奈川県より神奈川県災害協力病院に指定される

## 診療科
(この節の出典)
- 内科
- 神経内科
- 呼吸器科
- 消化器科
- 循環器科
- 小児科
- 外科
- 整形外科
- 皮膚科
- 泌尿器科
- 婦人科
- 眼科
- 耳鼻咽喉科
- リハビリテーション科
- 麻酔科
- 脳神経外科
- アレルギー科

## 医療機関の認定
(この節の出典)
- 保険医療機関
- 労災保険指定医療機関
- 指定自立支援医療機関（更生医療）
- 指定自立支援医療機関（精神通院医療）
- 身体障害者福祉法指定医の配置されている医療機関
- 生活保護法指定医療機関
- 医療保護施設
- 結核指定医療機関
- 難病の患者に対する医療等に関する法律に基づく指定医療機関
- 戦傷病者特別援護法指定医療機関
- 原子爆弾被害者医療指定医療機関
- 原子爆弾被害者一般疾病医療取扱医療機関
- 公害医療機関
- 母体保護法指定医の配置されている医療機関
- 臨床研修病院
- 在宅療養後方支援病院
- 無料低額診療事業実施医療機関

## 差額ベッド代について
病院の理念により、差額ベッド料（個室料）を徴収していない。

## 交通アクセス
- JR東海道線・京浜東北線・南武線「川崎駅」東口　川崎鶴見臨港バスのりば「7」番から「大師」行き臨港バス(川23系統)「桜本」停留所から徒歩2分
- 京急大師線「川崎大師駅」　川崎鶴見臨港バスのりばから「川崎駅」行き臨港バス(川23系統)「桜本」停留所から徒歩2分